# Kostel svatého Bartoloměje (Vráž)
Kostel svatého Bartoloměje ve Vráži je původně gotický kostel situovaný na návsi ve Vráži v okrese Beroun.

## Historie
Kostel je poprvé zmiňován ve vizitačních aktech pražského arcibiskupství v roce 1380. Prý byl postaven na místě staršího kostela z 10. století. Barokní náhrobek na severní straně je z roku 1686. Stavba byla upravována v roce 1822 a znovu v letech 1909–10. Od roku 1958 je stavba chráněnou kulturní památkou. K poslední rekonstrukci došlo v roce 1992.
Kostel původně spadal pod karlštejnskou farnost, aktuálně je součástí berounské farnosti. Bohoslužby se konají každou sobotu od 18:00, mimo ně je kostel pro veřejnost nepřístupný.

## Architektura
Kostel je situován na vyvýšenině v oblasti bývalého hřbitova. Jde o jednolodní stavbu obdélníkového půdorysu s presbytářem a sakristií. Nejnápadnějším prvkem objektu je mohutná hranolová věž s dlátovou střechou, umístěná před západním průčelím stavby. Věž je od roku 1909 osazena hodinami. Fasády kostela jsou hladké, pouze s profilovanou korunní římsou. V jižní stěně lodi je jediné hrotité okno v hluboké špaletě, zde se také nachází hlavní vstup do kostela, severní stěna je bez oken. Další okno v hluboké špaletě vede do presbytáře. Loď má plochý strop, presbytář je zaklenutý křížovou žebrovou klenbou. Střecha kostela je valbová. Oltář kostela je opatřen dvěma obrazy z poloviny 18. století: Umučení svatého Bartoloměje a Svatá rodina.